# ガチだん!
『ガチだん!』は、テレビ東京系列の一部で放送されているバラエティ番組（ドキュメントバラエティ）である。テレビ東京では2018年4月12日（11日深夜）から放送。

## 概要
時代の主役になれるスターを発掘することをコンセプトにした深夜番組。番組が企画した男性ダンスボーカルユニットのオーディションを3か月にわたって行い、その模様を映像で伝える。
オーディションを受ける候補生たちは事前に、このユニットはメンバーが決まり次第メジャーレーベルからデビューすることになり、さらには日本武道館と東京ドームでの公演を目標に掲げて活動する、ということのみ明かされていた。
2018年5月30日深夜の第8回放送でオーディションの全貌が明らかに。
所属レコード会社はユニバーサルミュージック（EMI Records）。
2018年8月22日にデビューシングル『夜明けの1ページ』リリース決定。
ユニット名は、勝ち上がった候補生12名での話し合いにより 『スクランブルガム』 に決定。
最終審査はAチーム・Bチームの２チームに分かれ、2018年6月21日(木)開催の”ガチだん！決勝戦〜メジャーデビューを勝ち取るのはどっちだ!?～”で、チームごとの『夜明けの1ページ』ライブパフォーマンスをもって、当日の【来場者投票バトル】【番組内バトル（フィジカル審査）】【SNS影響度バトル】の３つのバトルの勝敗の多数決でデビューメンバーを決定することとなった。
勝利したのはBチームだが、敗者のAチームの今後を匂わせる締め括りで最終回が終わっている。
番組の正式名称は『スター育成ガチンコドキュメンタリー「ガチだん!」』であるが、番組表上ではもっぱら表題通りの表記が用いられている。
尚全12回分の番組アーカイブは『スクランブルガム』公式YouTubeチャンネルより閲覧可能。

## 参加メンバー
| 名前          | カナ表記            | 年齢 （参加当時） | 出身地   | 最終結果       | 備考                                           |
| ------------- | ------------------- | ----------------- | -------- | -------------- | ---------------------------------------------- |
| 石川 凌雅     | イシカワ リョウガ   | 22歳              | 東京都   | デビュー       |                                                |
| 石綿 宏司     | イシワタ コウジ     | 24歳              | 神奈川県 | デビュー       |                                                |
| 荒 友哉       | アラ トモヤ         | 20歳              | 東京都   | デビュー       |                                                |
| 濱川 英也     | ハマカワ ヒデヤ     | 21歳              | 宮崎県   | デビュー       |                                                |
| 川村 海斗     | カワムラ カイト     | 17歳              | 東京都   | デビュー       |                                                |
| 山本 諒雅     | ヤマモト リョウガ   | 20歳              | 大阪府   | デビュー       | 第4回で脱落するも敗者復活戦により第8回から復活 |
| 阿部 祐希     | アベ ユウキ         | 21歳              | 山形県   | 脱落（第12回） |                                                |
| 本田 稔也     | ホンダ ナルヤ       | 23歳              | 富山県   | 脱落（第12回） |                                                |
| 高橋 憲太     | タカハシ ケンタ     | 18歳              | 兵庫県   | 脱落（第12回） | 第4回で脱落するも敗者復活戦により第8回から復活 |
| 矢萩 雄也     | ヤハギ ユウヤ       | 19歳              | 山形県   | 脱落（第12回） |                                                |
| 辻 逸平       | ツジ イッペイ       | 22歳              | 埼玉県   | 脱落（第12回） |                                                |
| 浜野 慎也     | ハマノ シンヤ       | 21歳              | 宮城県   | 辞退           |                                                |
| 安藤 公貴     | アンドウ キミタカ   | 23歳              | 神奈川県 | 脱落（第2回）  |                                                |
| 井草 一弥     | イグサ カズヤ       | 21歳              | 神奈川県 | 脱落（第2回）  |                                                |
| 板山 祐太郎   | イタヤマ ユウタロウ | 22歳              | 茨城県   | 脱落（第2回）  |                                                |
| 一戸 大輝     | イチノヘ ダイキ     | 21歳              | 神奈川県 | 脱落（第4回）  |                                                |
| 井上 拓也     | イノウエ タクヤ     | 20歳              | 神奈川県 | 脱落（第2回）  |                                                |
| 飯原 僚也     | イハラ リョウヤ     |                   |          | 脱落（第2回）  |                                                |
| 岡 真暉       | オカ マサキ         |                   |          | 脱落（第2回）  |                                                |
| 尾田 滉平     | オダ コウヘイ       | 20歳              | 東京都   | 脱落（第2回）  |                                                |
| 加藤 豪氣     | カトウ ゴウキ       | 17歳              | 埼玉県   | 脱落（第2回）  |                                                |
| 菊池 雄貴     | キクチ ユウキ       | 22歳              | 東京都   | 脱落（第2回）  |                                                |
| 小池 竜一     | コイケ リュウイチ   | 16歳              | 埼玉県   | 脱落（第2回）  |                                                |
| 金 潤矢       | コン ジュンヤ       | 20歳              | 秋田県   | 辞退           |                                                |
| 佐々木 海     | ササキ カイ         | 16歳              | 石川県   | 脱落（第4回）  |                                                |
| 田村 政宗     | タムラ マサムネ     | 19歳              | 兵庫県   | 脱落（第2回）  |                                                |
| 野口 慎司     | ノグチ シンジ       | 25歳              | 東京都   | 脱落（第2回）  |                                                |
| 平島 孝志     | ヒラジマ タカシ     | 25歳              | 鳥取県   | 脱落（第4回）  |                                                |
| 福田 和輝     | フクダ カズキ       | 20歳              | 東京都   | 脱落（第2回）  |                                                |
| 藤野 凌太郎   | フジノ リョウタロウ | 16歳              | 埼玉県   | 脱落（第2回）  |                                                |
| 松井 陽向     | マツイ ヒョウガ     | 16歳              | 群馬県   | 脱落（第2回）  |                                                |
| 村上 ダニエル | ムラカミ ダニエル   | 20歳              | 千葉県   | 脱落（第2回）  |                                                |
| 村田 凌       | ムラタ リョウ       | 20歳              | 群馬県   | 脱落（第2回）  |                                                |
| 八幡 聖也     | ヤハタ セイヤ       | 23歳              | 千葉県   | 脱落（第2回）  |                                                |
| 山川 翼       | ヤマカワ ツバサ     | 22歳              | 埼玉県   | 脱落（第2回）  |                                                |
| 吉田 駿介     | ヨシダ シュンスケ   | 19歳              | 千葉県   | 辞退           |                                                |
| 渡辺 龍星     | ワタナベ リュウセイ | 20歳              | 東京都   | 脱落（第4回）  |                                                |

## 放送回ごとの内容
| 放送回 | 放送日                                      | 内容 |
| ------ | ------------------------------------------- | --- |
| 第1回  | テレビ東京：2018/4/11 テレビ大阪：2018/4/17 | 37名のスター候補生たちが、生き残りをかけ「ダンス」審査に挑戦。 ダンスの本場ニューヨークで活躍していた講師の長時間続くスパルタレッスンで候補生の熱い想いが試される。 |
| 第2回  | テレビ東京：2018/4/18 テレビ大阪：2018/4/24 | ダンスに続いて「ボーカル」審査へ。 経験者にも容赦ない指摘が入る講師のレッスンでは、緊張で歌詞が飛ぶ、音程をハズす候補生など続出。 そしていよいよ合格者発表！ダンスボーカルユニットとしての第一関門を突破したのは…？ |
| 第3回  | テレビ東京：2018/4/25 テレビ大阪：2018/5/1  | ダンス、ボーカル審査を勝ち抜いた18名は、合宿に入り「演技」審査に挑戦。 そこで渡された予想外の台本の中身とは？ そして共同生活で友情が芽生えだした頃、スタッフの一言で表情が一変。 生き残りを賭けた「演技」での熾烈な戦いが始まる。 |
| 第4回  | テレビ東京：2018/5/2 テレビ大阪：2018/5/8   | 「演技」審査後編！ 突如告げられた「アドリブ演技試験」では、実力の他にお互いをカバーする真のチームワークが試される。 そしていよいよ審査発表、拮抗した実力の中、脱落する候補生は…？ |
| 第5回  | テレビ東京：2018/5/9 テレビ大阪：2018/5/15  | １０名にまで絞られた候補生。 デビューに向けた次なる課題はストリートライブ。 「本番は明日の１５：００」 突如告げられた候補生達は１日で歌とダンスを覚えなければならない。 プレッシャーに身も心も追い込まれていく。 まずは歌のレッスン、しかし初めから痛烈なダメ出し連発。涙を浮かべる候補生。 一体何が…？                                                                                                |
| 第6回  | テレビ東京：2018/5/16 テレビ大阪：2018/5/22 | ストリートライブに向け今回はいよいよ振り付けに突入。 ダンス未経験者の多い候補生達は、始める前の柔軟・筋トレから大苦戦。 歌って踊るということの難しさを初めて実感した彼らに、「全部（振りが）汚ない！」「何回言わせんの！」など 振りつけ師ミニーから容赦ないダメだし連発。 不安を残したまま練習終了、果たして彼らの初ライブは成功するのか？                                                             |
| 第7回  | テレビ東京：2018/5/23 テレビ大阪：2018/5/29 | ついにストリートライブ当日、２チームとも本番ギリギリまで歌とダンスに汗を流す。 そして初めてのライブに向け、ビラ配りなど自分たちで積極的に行動を起こすが… ライブ後スタッフから告げられた、観客からのリアルな意見でメンバー号泣。 果たしてストリートライブは成功したのか？ |
| 第8回  | テレビ東京：2018/5/30 テレビ大阪：2018/6/5  | デビューまで１か月を切った今回は、所属する大手レーベルに出向き運命を左右するチーム分けが発表される。 そして敗者復活組も合流。 ここから両チームによるデビューをかけた「フィジカル審査」が始まる。 ８００メートル走、腹筋、鉄棒ぶら下がりなど全５種目、全ての力を使い切った候補生たち…しかし本当の審査はここから始まる。 果たして「フィジカル審査」の真の内容とは？                                      |
| 第9回  | テレビ東京：2018/6/6 テレビ大阪：2018/6/12  | 前回の自分の記録を超えなければ勝利はない、という「過去の自分を越えろ」をテーマに始まった「フィジカル審査」。 疲労困憊の候補生だったが、デビューへの執念でまさかの自分超え連発も？ 全身全霊をかけた勝負は最終種目に突入。果たしてその結果は…？ そして数日後、新たに告げられた審査は、SNSの審査結果に直結する「PR動画対決」。 セルフプロデュース力が試されるこの審査、彼らは一体どんな発想で魅せるのか？ |
| 第10回 | テレビ東京：2018/6/13 テレビ大阪：2018/6/19 | 今回は場所を熱海に移し「PR動画対決」。 チームごとに動画を作成しその評価がＳＮＳの審査結果に直結する。 前回の敗北で後がないAチームは、失敗したら最初からという根性と精神力が必要な「ノーカット動画」に挑戦。 一方、Bチームはストップモーションや逆再生を駆使したアイデア動画で勝負。 日が暮れるまで行った動画撮影の結末は…                                                                              |
| 第11回 | テレビ東京：2018/6/20 テレビ大阪：2018/6/26 | 運命の決勝LIVEまであと数時間となった今回。 チームに別れる前からのお互いの第一印象、今やライバルとなった互いのチームのメンバーに対する想いなど、これまで明かされることのなかった彼らの本音を過去の映像と共に紹介する。 |
| 第12回 | テレビ東京：2018/6/27 テレビ大阪：2018/7/3  | 遂に大決着、運命の決勝戦LIVE。 ３ヶ月に及ぶオーディションを勝ち抜き、スクランブルガムとしてデビューするのはどちらのチームなのか？ 全てを賭けた最後の戦い、勝てばメジャーデビュー、負ければ解散。 天国と地獄のサバイバルオーディションの結末は…？ |

## レギュラー出演者
- 安藤なつ（メイプル超合金）
- カズレーザー（メイプル超合金）
- 紗蘭
- セヨン（MYNAME）
- やね（ミスid2018）

## 放送局
| 放送対象地域 | 放送局     | 系列           | 放送日時                      | 備考                              |
| ------------ | ---------- | -------------- | ----------------------------- | --------------------------------- |
| 関東広域圏   | テレビ東京 | テレビ東京系列 | 木曜 2:35 - 3:05 （水曜深夜） | 製作局                            |
| 大阪府       | テレビ大阪 | テレビ東京系列 | 水曜 2:40 - 3:10 （火曜深夜） | 2018年4月18日（17日深夜）から放送 |

## スタッフ
- ナレーター：酒巻光宏
- 構成：林田晋一、戸田倫彰、松本憲一
- 撮影技術：スウィッシュ・ジャパン
- 編集・MA：メディア・リース
- AD：澤田美月、内藤孝則
- ディレクター：小池孝志、竹田真、関谷優作
- 演出：佐藤智之
- 制作プロデューサー：小八重泰臣、青柳亮大
- プロデューサー：菅大輔、根来将男、相見高志、中野由里絵
- 企画：エムドーン（島裕晃、島田茂樹、中谷真理、大崎英一、瀧志郎）
- 制作協力：スクラッチ、タッチプランニング
- 製作著作：ユナイテッドスクエア、エムドーン